# Godehard Joseph Osthaus

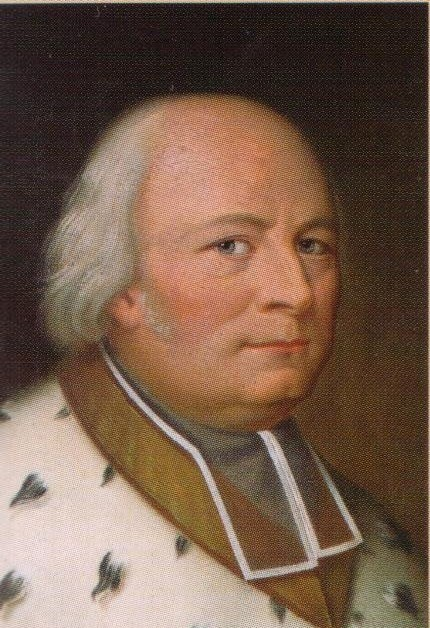
Godehard Joseph Osthaus

Godehard Joseph Osthaus (* 28. Februar 1768 in Hildesheim; † 30. Dezember 1835 ebenda) war von 1829 bis 1835 Bischof von Hildesheim. Als erster Hildesheimer Bischof seit rund 300 Jahren entstammte er dem städtischen Bürgertum und nicht mehr der Aristokratie, als erster Hildesheimer Bischof seit rund 800 Jahren war er nicht mehr regierender Reichsfürst. Sein Episkopat fällt in die Phase der äußeren und inneren Erneuerung des katholischen Lebens nach dem Ende des Heiligen Römischen Reichs.

## Werdegang
Godehard Joseph Osthaus wurde als Sohn des Domsekretärs Conrad Joseph Osthaus und dessen Ehefrau Marie Therese geb. Corvey in Hildesheim geboren und ist dort aufgewachsen. Er studierte nach der Gymnasialzeit am Josephinum Theologie und Rechtswissenschaft an den Universitäten in Straßburg, Göttingen und Würzburg. Bereits 1783 erhielt er ein Kanonikat an St. Mauritius in Hildesheim, dessen Dechant er 1796 wurde. Erst zwei Jahre danach empfing er die Priesterweihe.
In der Umbruchzeit nach der Säkularisation des Hochstifts Hildesheim (1803) und von St. Mauritius (1810), als auch das Domkapitel suspendiert war, gehörte Osthaus im Auftrag des über 70-jährigen Bischofs Franz Egon von Fürstenberg zu den Verhandlern und Verwaltern. 1815–1824 war er Mitglied des Katholischen Konsistoriums zu Hildesheim, einer Übergangsbehörde.
Nach der Neuumschreibung der Hildesheimer Diözesangrenzen (Zirkumskriptionsbulle Impensa Romanorum Pontificum 1824) dauerte es noch vier Jahre, bis nach Klärung alter Rechts- und Versorgungsansprüche unter Zustimmung der Kurie und der hannoverschen Regierung am 1. Juli 1828 das neue Domkapitel konstituiert werden konnte. Osthaus wurde als Domdechant dessen Vorsitzender.

## Bischofswahl
Bischof Franz Egon war 1825 gestorben, der Interimsverweser Karl Klemens von Gruben 1827. Das unter Federführung des Paderborner Bischofs und Apostolischen Vikars für Hildesheim Friedrich Klemens von Ledebur neukonstituierte Domkapitel sprach sich im September 1828 einstimmig für Ledebur als Nachfolger aus. Auf Wunsch des preußischen Königs Friedrich Wilhelm III., der Ledebur schätzte und ihn in seiner Provinz behalten wollte, lehnte dieser jedoch ab. Nun stellte das Domkapitel eine Kandidatenliste auf, die in Hannover akzeptiert wurde, und wählte am 26. März 1829 Godehard Joseph Osthaus zum neuen Bischof von Hildesheim. Die päpstliche Bestätigung erfolgte im Juli. Am 4. Oktober 1829 spendete Bischof von Ledebur Osthaus die Bischofsweihe.

## Bischöfliches Wirken
Als Bischof war Osthaus besonders an einem guten Einvernehmen mit den staatlichen Stellen gelegen. In Finanz- und Dotationsfragen zeigte er sich nachgiebig. Dagegen war er in der Verpflichtung gemischtkonfessioneller Ehepaare zur katholischen Erziehung der Kinder, die auch das staatliche Eherecht berührte, nicht kompromissbereit.
Dem umsichtigen Wirken von Bischof Osthaus ist die Neueinrichtung des Diözesanpriesterseminars am Brühl zu verdanken. Persönlich wird er als gewandt und liebenswürdig beschrieben.